# Chandla
Chandla là một thị xã và là một nagar panchayat của quận Chhatarpur thuộc bang Madhya Pradesh, Ấn Độ.

## Địa lý
Chandla có vị trí 25°05′B 80°12′Đ / 25,08°B 80,2°Đ Nó có độ cao trung bình là 177 mét (580 foot).

## Nhân khẩu
Theo điều tra dân số năm 2001 của Ấn Độ, Chandla có dân số 10.207 người. Phái nam chiếm 53% tổng số dân và phái nữ chiếm 47%. Chandla có tỷ lệ 57% biết đọc biết viết, thấp hơn tỷ lệ trung bình toàn quốc là 59,5%: tỷ lệ cho phái nam là 66%, và tỷ lệ cho phái nữ là 46%. Tại Chandla, 20% dân số nhỏ hơn 6 tuổi.